# Buba Sangaré
Aboubacar Sangaré Traoré (Elche, Alicante, 6 de agosto de 2007), más conocido como Buba Sangaré, es un futbolista español de origen maliense que juega como lateral derecho en la AS Roma de la Serie A.

## Trayectoria
Nacido en Elche, Alicante, Comunidad Valenciana, de padres malienses, Sangaré es un jugador formado en las categorías inferiores del Ilicitano Sporting CF, hasta 2018, cuando firmó por el Levante UD para jugar en categoría alevín. En las siguientes temporadas formaría parte del equipo cadete del club levantinista y del club afiliado Patacona CF.
En noviembre de 2023, comenzó a entrenar con el primer equipo del Levante UD, bajo la dirección de Javier Calleja.
El 6 de diciembre de 2023, antes de haber debutado con el filial, Sangaré hizo su debut profesional con el primer equipo del Levante UD en la Copa del Rey contra la SD Amorebieta, con apenas 16 años y cuatro meses y se convirtió en el jugador más joven en disputar su primer partido con el club valenciano en toda su historia. 
El 21 de enero de 2024, hizo su debut profesional con el primer equipo del Levante UD en la Segunda División de España contra el CD Mirandés que acabaría con empate a uno.  El 3 de marzo de 2024, sería titular en el encuentro de liga frente al Real Oviedo, disputando los 90 minutos del encuentro.
Es jugador de la AS Roma desde el 1 de julio de 2024.

### Internacional
Es internacional con la sub-15, sub-16 y sub-17.

## Clubes
Actualizado al último partido disputado el 01 de abril de 2024.
| Club       | País   | Año       | Partidos | Goles |
| ---------- | ------ | --------- | -------- | ----- |
| Levante UD | España | 2023-2024 | 3        | 0     |
| AS Roma    | Italia | 2024-act. | 0        | 0     |